# Tynong North
Tynong North är en del av en befolkad plats i Australien. Den ligger i kommunen Cardinia och delstaten Victoria, omkring 64 kilometer sydost om delstatshuvudstaden Melbourne. Antalet invånare är 417.
Närmaste större samhälle är Pakenham South, omkring 11 kilometer sydväst om Tynong North.
Trakten runt Tynong North består till största delen av jordbruksmark. Runt Tynong North är det ganska glesbefolkat, med 34 invånare per kvadratkilometer. Genomsnittlig årsnederbörd är 1 332 millimeter. Den regnigaste månaden är juni, med i genomsnitt 166 mm nederbörd, och den torraste är januari, med 57 mm nederbörd.